# Segundo Bru Parra
Segundo Bru Parra (Ayora, 11 de marzo de 1949) es un expolítico, economista y profesor español, consejero en dos consejerías de la Generalidad Valenciana entre los años 1981 y 1987, durante los gobiernos de Joan Lerma. También fue diputado en las Cortes Valencianas y posteriormente senador.

## Biografía
Nacido en el año 1949 en Ayora (Valle de Cofrentes), Segundo Bru, cursó el Bachillerato en el Instituto de Enseñanza Media de   Requena. En cuanto acabó sus estudios en el instituto se trasladó a Valencia para realizar sus estudios universitarios en la Universidad de Valencia, donde se licenció en Economía Aplicada y fue Catedrático, siendo posteriormente profesor de economía en la Universidad de Valencia, en el año 1972.
Se casó con la política socialista Clementina Ródenas Villena, que fue presidenta de la Diputación Provincial de Valencia (1991-1995) y Alcaldesa de Valencia (1989-1991), con la que tuvo dos hijos.
En su época como profesor militó en el Partit Socialista del País Valencià-Partido Socialista Obrero Español (PSPV-PSOE).
En el año 1996 condenado a indemnizar a un anciano de 72 años tras atropellarlo mortalmente al saltarse un semáforo rojo.https://www.servimedia.es/noticias/diputado-valenciano-psoe-condenado-indemnizar-22-millones-familia-anciano-muerto-atropello/1410927136

## Carrera política
Como militante del PSOE, tiempo más tarde entró en la directiva y el comité ejecutivo del PSPV-PSOE, donde fue diputado de las Cortes Valencianas por la provincia de Valencia en las Elecciones a las Cortes Valencianas de 1983, 1987, 1991 y 1995.
Durante sus años como diputado en el consejo de la Generalidad Valenciana Segundo Bru, fue nombrado por el que era el actual presidente de la Comunidad Valenciana (Joan Lerma Blasco) el día 15 de septiembre de 1981, Consejero de Economía, Comercio e Industria, siendo su antecesor Enrique Monsonís (expresidente de la Generalidad Valenciana) y Leonardo Ramón Sales, hasta que Segundo fue sucedido en el cargo por Antonio Birlanga Casanova el 11 de agosto de 1982. Después Segundo Bru, volvió a ser nombrado por Joan Lerma el día 28 de junio de 1983, primer Consejero Industria, Comercio y Turismo de la Generalidad Valenciana, hasta que fue sucedido en el cargo de consejero por Andrés García Reche el 23 de febrero de 1987.
También, durante sus años como consejero en el gobierno Valenciano fue presidente del Instituto de la Pequeña y Mediana Industria (IMPIVA) desde 1984 a 1987 y a la vez fue también presidente del Instituto Turístico Valenciano (ITVA) entre 1985 y 1987.
Posteriormente se presentó como candidato a senador por el PSOE y por la Circunscripción electoral de Valencia (provincia de Valencia), siendo senador desde el día 12 de marzo tras las Elecciones generales de España de 2000 y 2004, hasta que causó baja como senador el 31 de marzo de 2008.
Durante las dos legislaturas a las que perteneció fue miembro de la Diputación Permanente y de direferentes comisiones parlamentarias, como las comisiones de Hacienda; de Economía, Comercio y Turismo; de Presupuestos; de la Comisión General de las Comunidades Autónomas y de la Comisión de Asuntos Exteriores y Cooperación en el Senado de España.